# Matías Médici
Matías Médici (* 29. Juni 1975 in Buenos Aires) ist ein argentinischer Radrennfahrer.
Matías Médici wurde 2001 Uruguayischer Meister im 40-km-Einzelzeitfahren und 2002 Uruguayischer Meister im Zeitfahren auf der Straße. Er gewann 2004 zwei Etappen bei der Volta de Santa Catarina und konnte so auch die Gesamtwertung für sich entscheiden. Ein Jahr später gewann er dort wieder ein Teilstück. In den Jahren 2004 und 2005 konnte er in Reihen der Mannschaft des Club Ciclista Fénix stehend zudem jeweils die Gesamtwertung der Etappenrundfahrt Rutas de América zu seinen Gunsten entscheiden. 2006 gewann Médici das Etappenrennen Clásica del Oeste-Doble Bragado, den argentinischen Meistertitel im Zeitfahren sowie eine Etappe bei der Volta do Estado de São Paulo. Seit 2007 steht er bei dem brasilianischen Continental Team Scott-Marcondes Cesar unter Vertrag, für die er eine Etappe sowie die Gesamtwertung der Volta do Rio de Janeiro gewann. 2012 belegte er in Reihen der Porongos-Mannschaft startend bei der Rutas de América den dritten Platz der Gesamtwertung hinter dem Sieger Jorge Soto und dem Uruguayer Alan Presa.
Am 25. Februar 2012 wurde Médici bei einer Dopingkontrolle während der Rutas de América positiv auf EPO getestet. Daraufhin wurde er von der UCI für 2 Jahre gesperrt.

## Erfolge
2001
- Uruguayischer Meister im Einzelzeitfahren

2002
- Uruguayischer Meister im Zeitfahren

2003
- zwei Etappen bei der Vuelta Ciclista del Uruguay

2004
- eine Etappe und Gesamtwertung Rutas de América
- zwei Etappen und Gesamtwertung Volta de Santa Catarina
- Gesamtwertung Vuelta al Chana
- zwei Etappen Vuelta Ciclista del Uruguay

2005
- eine Etappe und Gesamtwertung Rutas de América
- eine Etappe Volta de Santa Catarina
- eine Etappe Volta Ciclista de Porto Alegre

2006
- Argentinischer Meister – Einzelzeitfahren
- Goldmedaille bei den VIII. Südamerikaspielen
- eine Etappe Volta do Estado de São Paulo
- eine Etappe Vuelta Ciclista de Chile

2007
- eine Etappe und Gesamtwertung Volta do Rio de Janeiro

2008
- Argentinischer Meister – Einzelzeitfahren

2009
- Mannschaftszeitfahren Volta do Estado de São Paulo

2010
- Argentinischer Meister – Einzelzeitfahren
- eine Etappe Volta Ciclística Internacional do Paraná

2012
- eine Etappe Rutas de América
- Panamerikameister – Einzelzeitfahren

## Teams
- 2004 Club Ciclista Fénix
- 2005 Club Ciclista Fénix
- 2007 Scott-Marcondes Cesar
- 2008 Scott-Marcondes Cesar-São José dos Campos
- 2009 Scott/Marcondes Cesar/S.J.Campos
- 2010 Scott-Marcondes Cesar-São José dos Campos
- 2011 Funvic-Pindamonhangaba
- 2012 CC Porongos